# Prometeusz (mitologia)

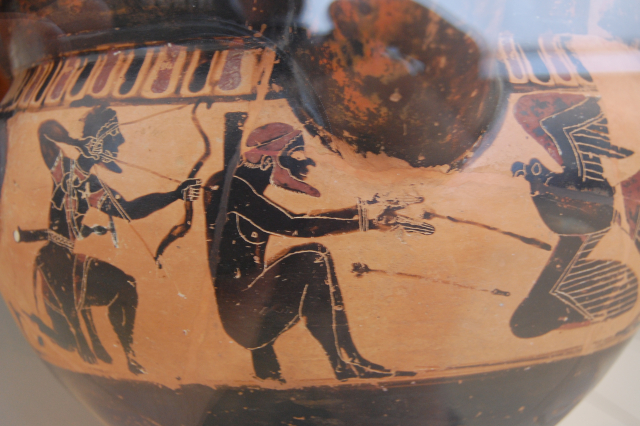
Uwolnienie Prometeusza przez Heraklesa (malowidło z wazy greckiej, Muzeum Pergamońskie w Berlinie)

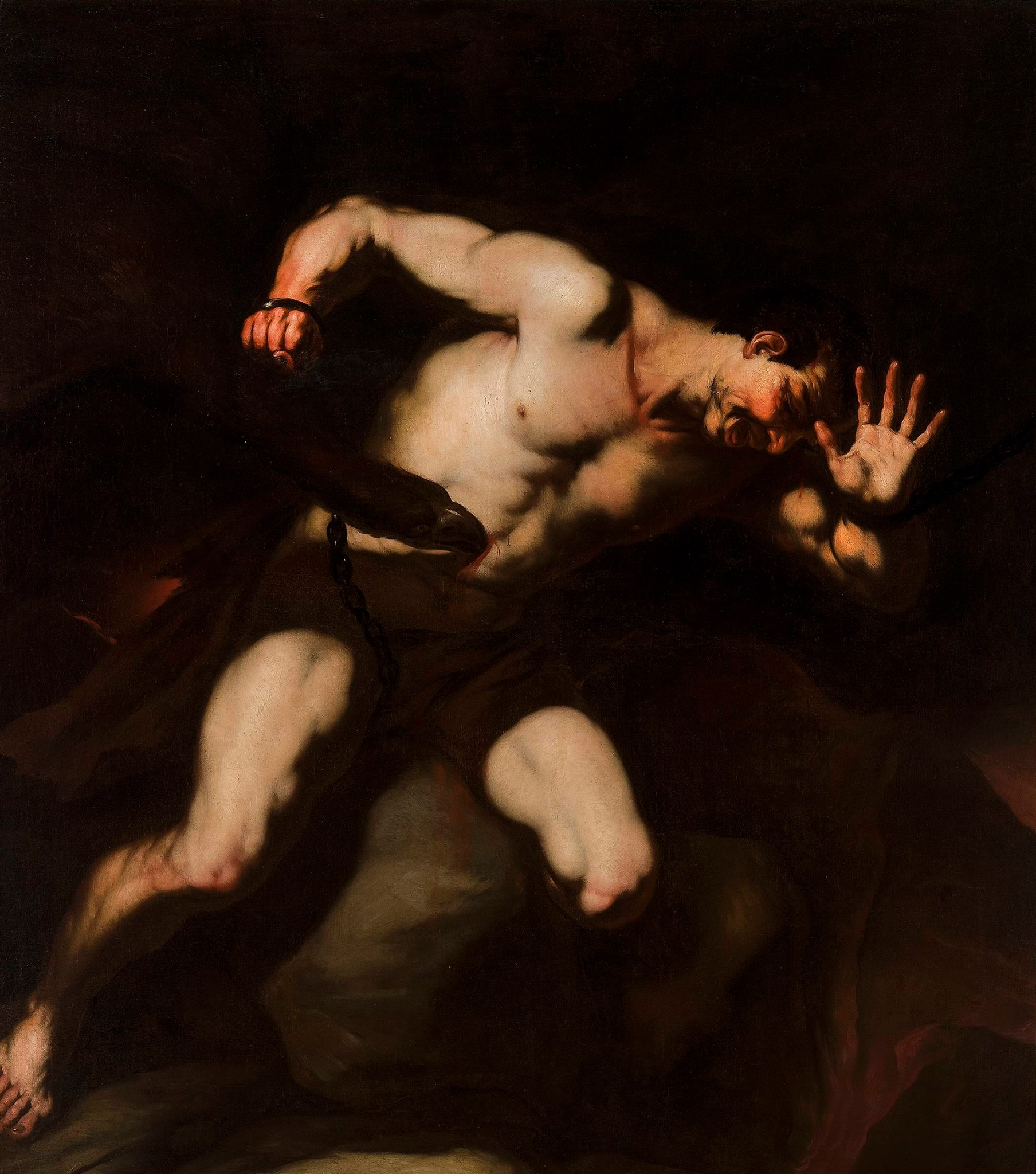
Orzeł wyjadający wątrobę Prometeusza (mal. Luca Giordano, Muzeum Narodowe w Warszawie)

Prometeusz (gr. Προμηθεύς Promētheús, łac. Prometheus „myślący w przód”) – w mitologii greckiej jeden z tytanów.
Uchodził za syna tytana Japeta i okeanidy Klimene (lub okeanidy Azji). Był bratem Atlasa, Epimeteusza i Menojtiosa, a także ojcem Deukaliona.

## W mitologii
Według mitów greckich Prometeusz ulepił człowieka z gliny pomieszanej ze łzami. Duszę zaś dał mu z boskiego ognia, którego parę iskier ukradł z rydwanu boga Heliosa. Człowiek Prometeusza był o wiele słabszy od tytanów, był trzy razy niższy, jego ciało ledwo się trzymało na wątłych nogach, a kruche kości pękały pod choćby najmniejszym ciężarem. Jedynie jego postać różniąca się od innych zwierząt była niczym żywy obraz bogów.
Widząc to, Prometeusz przemycił ogień dla ludzi w pustym wnętrzu łodygi kopru. Tytan uczynił to, mimo iż wiedział, że było to wbrew woli Zeusa, który uważał ogień za przywilej bogów. Potem Prometeusz nauczył ludzi przetapiać metale, gotować jedzenie, uprawiać rolę, kuć zbroje, budować domy, czytać, pisać i ujarzmiać siły przyrody.
Zeusowi nie podobał się człowiek. Ciągle jeszcze mając w pamięci ostatnią walkę z gigantami, obawiał się wszystkiego, co pochodzi z ziemi. Władca bogów kazał więc przywiązać Prometeusza do skał Kaukazu. Inna tradycja podawała, że Prometeusza przytwierdzono do pala, o czym też nadmienia Lukian. Codziennie o wschodzie Słońca przylatywał tam sęp, lub według innej wersji, orzeł Ethon (potomek potworów Tyfona i Echidny) i wyjadał Prometeuszowi wątrobę, która odrastała przez resztę  dnia i nocy. Zeus chciał, by męka Prometeusza trwała bez końca, jednak po wielu latach przerwał ją Herakles, zabijając ptaka strzałą z łuku.
Prometeusz, chcąc odegrać się na Zeusie, podczas narady bogów, na której miano postanowić raz na zawsze co w ofierze mają ludzie składać władcy bogów, ukrył najlepsze mięso ofiarne pod błoną żołądka  zwierzęcia, natomiast kości – pod tłuszczem. Dał to Zeusowi do wyboru jako ofiarę, która będzie mu zawsze składana w przyszłości. Bóg wybrał tłuszcz myśląc, że pod nim znajduje się najdelikatniejsze mięso, ale szybko zorientował się, że dokonał złego wyboru.
Zemsta Zeusa polegała na przekazaniu ludziom wszystkiego, co najgorsze. Z pomocą bogów na Olimpie stworzył on najpiękniejszą kobietę, Pandorę, która miała uwieść brata Prometeusza – Epimeteusza. Zeus wysyłając Pandorę na ziemię wręczył jej puszkę, której pod żadnym pozorem miała nie otwierać. Plan zakochania się Epimeteusza w Pandorze powiódł się doskonale: jeszcze tego samego dnia, którego pojawiła się Pandora, została żoną niezbyt rozumnego Epimeteusza. Gdy się pobrali, Pandorę codziennie coraz bardziej kusiło, by otworzyć puszkę, aż w końcu pewnego dnia, gdy jej męża nie było w domu otworzyła tajemniczą puszkę. Wtedy w jednej chwili po świecie rozniosły się wszystkie plagi, jakie człowiek mógłby sobie wyobrazić: złe wiatry, smutki, troski, choroby, łzy, cierpienia, i inne straszliwe dzieci Erebu (Ciemności) i Nyks (Nocy).
Na Ziemi znów zapanował klimat jak podczas tytanomachii. Ciągle szalały wiatry i padał deszcz, aż w końcu wody napadało tyle, że zatopiła cały świat: nastał całkowity mrok, a klimat taki trwał dziewięć dni i dziewięć nocy. Z potopu ocalał z ludzi tylko Deukalion, ze swoją żoną Pyrrą, która była córką Pandory, gdyż byli najuczciwszymi z ludzi. Gdy woda opadła nie było żywej duszy na Ziemi: wszyscy zginęli podczas powodzi. Wyratowała ich dopiero litościwa Gaja (Matka-Ziemia) i powiedziała im, żeby rozrzucali za siebie kamienie. Tak też zrobili i z kamieni wyrzuconych przez Pyrrę wyrastały kobiety, a Deukaliona mężczyźni. Wkrótce Pyrra urodziła dzieci, od których pochodzi większość rodów królewskich, a Deukalion wybudował pierwszą świątynię ku czci bogów. Po tych zdarzeniach nastała dla ludzi era herosów: okres, o którym opowiadają mity, czas wielkich wojowników i wypraw wojennych.

## W literaturze
Motyw mitu o Prometeuszu był podejmowany już we wczesnym antyku. Znajdujemy go w tragedii Ajschylosa pt.: Prometeusz skowany (Prometeusz w okowach). W II wieku n.e. motyw podjęty został przez Lukiana w dialogu pt.: Prometeusz albo Kaukaz, a także w innych dziełach – O ofiarach, Zeus wzięty na spytki, Bogowie miłości. W swych pismach odnosi się do mitu także Cyceron, Pauzaniasz, Arrian i Flawiusz Filostrat. Następnie do Prometeusza sięga pisarz chrześcijański, Tertulian, utożsamiając go z samym Bogiem, Stwórcą człowieka. Pod wpływem dialogów Lukiana, swój własny dialog pisze Maria Konopnicka (Prometeusz i Syzyf), łącząc Prometeusza z Syzyfem, jako ukazanie konfliktu klasowego pomiędzy elitą intelektualną a klasą proletariatu robotniczego. W poemacie Percy’ego Bysshego Shelleya Prometeusz rozpętany (wyd. w Wydawnictwie Literackim w Krakowie w 1982 r. jako Prometeusz wyzwolony) autor mówi o wyzwoleniu człowieka spod władzy państwa, religii i nierówności klasowej. Pełny tytuł powieści Mary Shelley o Frankensteinie brzmi Frankenstein; or, The Modern Prometheus, co znaczy Frankenstein, czyli współczesny Prometeusz.